# 援巢右
援巢右，是臺灣高雄市燕巢區的一個傳統地域名稱，也是區內部分行政機關所在地，位於該區中部偏西。相較於今日行政區，其範圍大致包括招安里不含西部中央兩個凸出部分、南燕里北半葉的西部、西燕里東南部的西南端、角宿里北部中央略偏西一小段。
本地區境內主要聚落為援巢右（今安招聚落）、新厝仔、五郎爺，設有燕巢國中（部分）。

## 歷史
台灣日治初期，援巢右地區為一街庄，稱為「援巢右庄」（舊制街庄），隸屬於觀音上里。該庄昔日北與瓊仔林庄、竹仔腳庄為鄰，東與援巢中庄為鄰，南邊為角宿庄、滾水坪庄，西南邊為滾水庄，西邊為吊鷄林庄。
1901年（日治明治三十四年）11月11日，全台廢縣廳改設二十廳，該庄隸屬於鳳山廳。1904年（明治三十七年）5月3日，該庄編入「援巢中區」，隸屬於鳳山廳。1909年（明治四十二年）10月25日，全台合併二十廳為十二廳，援巢中區改隸屬於臺南廳。1920年（大正九年）10月1日，全台地方制度大改正，廢十二廳改設五州二廳，該庄改制為「援巢中」大字，隸屬於高雄州高雄郡燕巢庄（新制街庄）。1924年（大正十三年）12月25日，高雄郡廢郡，燕巢庄改隸屬於岡山郡。
戰後燕巢庄改制為燕巢鄉，隸屬於高雄縣，大字亦改制為村。1950年（民國39年）10月1日，高、屏分治，燕巢鄉仍隸屬於高雄縣。2010年（民國99年）12月25日，高雄縣、市合併為直轄高雄市，燕巢鄉改制為燕巢區，村亦改制為里。

## 聚落
本地區發展較早的聚落為援巢右（今安招聚落）、新厝仔、五郎爺，在日治初期的官方地圖上已有記載。

## 交通
市道186號是維新至大樹的道路，經過本地區西部的援巢右聚落北側、新厝仔聚落及東部邊界地帶。由該道路西行可前往岡山區、永安區東南部，並止於竹子港地區（今維新里）的省道台17線路口；東行（大方向，實際先前南行）可前往大社區、仁武區、大樹區，並止於省道台29線路口。
區道高34線是頂鹽田至燕巢的道路，經過本地區援巢右聚落南側。
區道高35線是瓊林至角宿的道路，經過本地區援巢右聚落東側。該道路在本地區的部分路段與市道186號共線。
區道高44線是角宿至塔仔腳的道路，其西側端點（起點）位於本地區東南角旁的市道186號路口。

## 學校
- 燕巢國中（部分）

## 公務機關
- 燕巢區公所（部分）
- 高雄市政府消防局第四大隊燕巢消防分隊